# L'Enfance d'un chef
Pour les articles homonymes, voir L'Enfance d'un chef (homonymie).
L'Enfance d'un chef est une nouvelle d'un peu plus d'une centaine de pages de Jean-Paul Sartre. Inspirée par les techniques romanesques de Dos Passos, l’œuvre a été publiée en 1939 avec quatre autres nouvelles dans un recueil intitulé Le Mur.

## Résumé
L'œuvre raconte l'histoire de Lucien Fleurier, depuis sa tendre enfance, où son entourage le trouve beau et mignon, au point de le confondre parfois avec une fille, jusqu'à la fin de l'adolescence, où il comprend qu'il sera un « chef ». Entre les deux, il tentera de se connaître par l'introspection (intérêt pour la psychanalyse) et par d'autres modèles proposés par ses quelques fréquentations mais auxquels il finit toujours par se sentir étranger. C'est après avoir observé le respect qu'il impose en refusant délibérément de serrer la main d'un juif qu'il comprend comment il deviendra un chef, préoccupation qui l'habitait depuis son enfance du fait que son père est propriétaire d'une usine et le destine à prendre sa relève.

## Style et approche
Bien qu'écrite à la troisième personne, l'œuvre présente l'histoire de Lucien dans une optique introspective, en nous faisant suivre les méandres de sa pensée, de ses perceptions et de ses constats au fil de ses expériences. Celles-ci sont présentées d'une façon un peu impressionniste, dans un ordre chronologique mais sans repères temporels précis, avec des phrases généralement courtes et factuelles et des paragraphes longs et parfois hétéroclites, sans chapitres ni aucune autre division.

## Citations
- « Lucien voulut savoir comment papa parlait aux ouvriers quand il était à l'usine, et papa lui montra comment il fallait s'y prendre, et sa voix était toute changée. “Est-ce que je deviendrai aussi un chef ? demanda Lucien. – Mais bien sûr, mon bonhomme, c'est pour cela que je t'ai fait. – Et à qui est-ce que je commanderai ? – Eh bien, quand je serai mort, tu seras le patron de mon usine et tu commanderas à mes ouvriers. […] il faudra que tu saches te faire obéir et te faire aimer.” »
- « Lucien prit Maud dans ses bras ; il était un peu gêné parce que Fanny les regardait : il aurait voulu que le baiser fût long et réussi, mais il se demandait comment les gens faisaient pour respirer. Finalement, ça n'était pas si difficile qu'il pensait, il suffisait d'embrasser de biais, pour dégager les narines. »
- « Il ressentait un orgueil amer. “Voilà ce que c'est que de tenir fortement à ses opinions ; on ne peut plus vivre en société.” »

## Adaptation
La nouvelle est portée à l'écran en 2015 par Brady Corbet et met en scène Bérénice Bejo et Liam Cunningham en tant que couple de parents de Lucien, joué par Tom Sweet, ainsi que Robert Pattinson dans le rôle d'un ami de la famille, se révélant être également un amant de la mère et le vrai père du jeune garçon.